# Csernavoda

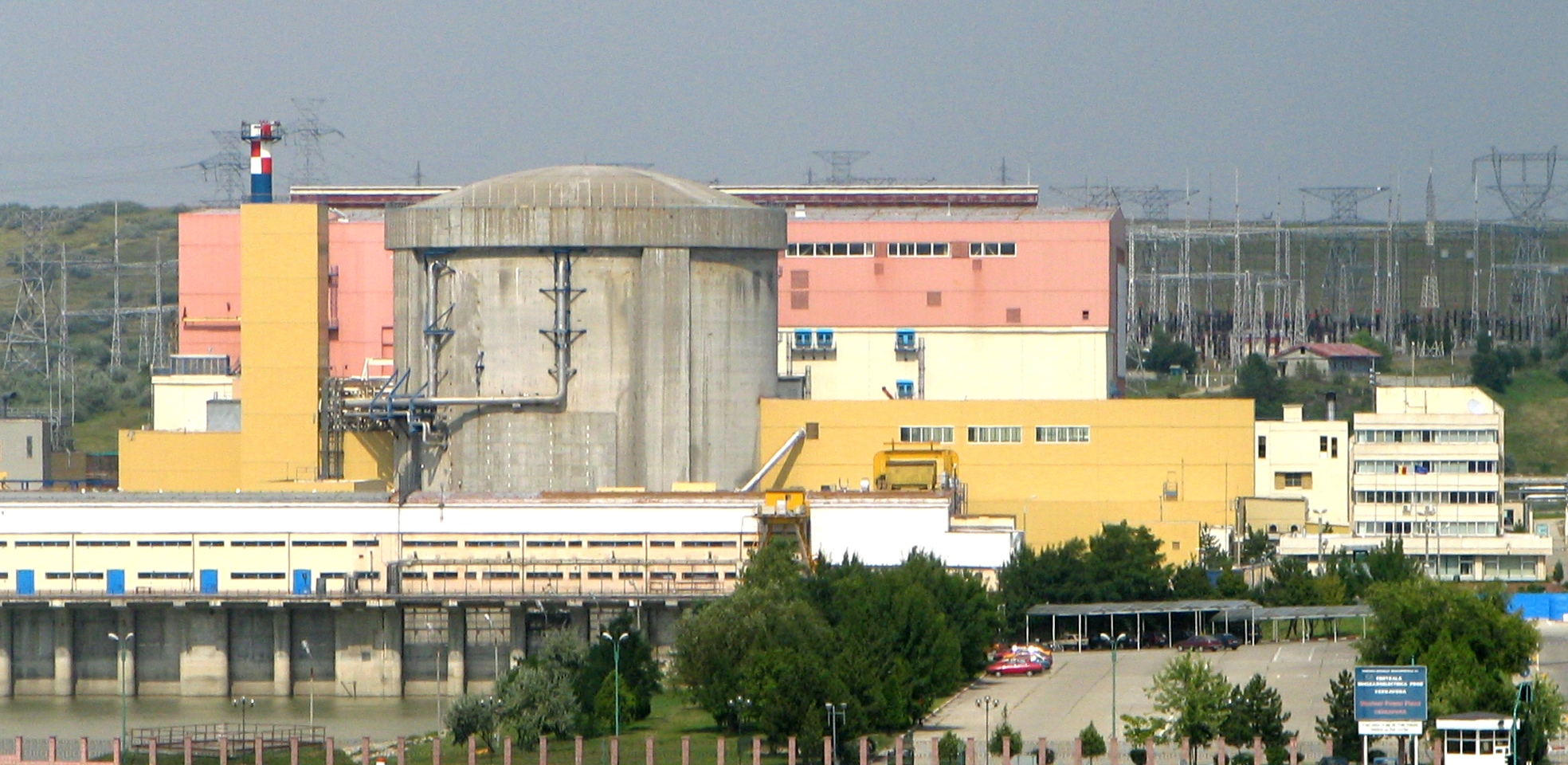
A csernavodai atomerőmű

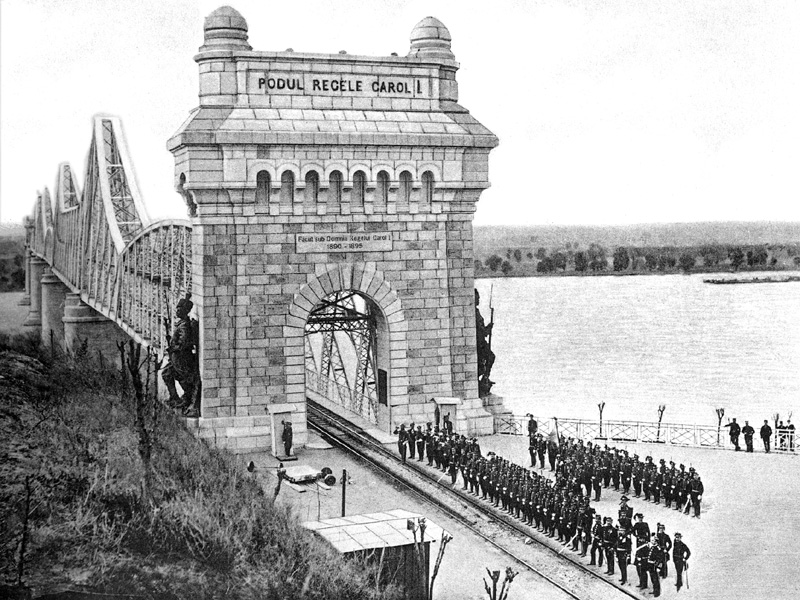
Az I. Károly király híd korabeli felvételen

Csernavoda (románul: Cernavodă, görögül: Axiopolisz, bolgárul: Черна вода Cserna voda, törökül: Boğazköy) város Románia Constanța megyéjében, Dobrudzsában.

## Fekvése
A település az ország délkeleti részén helyezkedik el, hatvanhárom kilométerre nyugatra a megyeszékhelytől, Konstancától. A város a Duna egyik ágának, az Öreg-Duna (más nevén Ostrovi-ág) partján fekszik, mely elválasztja az ország legnagyobb szigetétől, Ialomița-lápjától. A Duna–Fekete-tenger-csatorna nyugati vége.

## Története
A város környékén az újkőkori Hamangia kultúra hagyatékait találták meg. 1945-ben két híressé vált szobrot találtak, melyek közül az egyik egy gondolkodó férfit, a másik pedig egy ülő nőt ábrázol, ezek az időszámításunk előtti 5. évezred második feléből vagy a 4. évezred elejéből származnak.
A várost az ókori görögök alapították az időszámításunk előtti 4. században Axiopolisz néven, fontos kereskedelmi központ volt a dákok és a görögök között. A település később elpusztult, majd az 1. században a rómaiak építették újjá. I. Constantinus római császár uralkodás idején várfallal és erőddel bővítették ki a várost, püspöki székhely lett, ahol a 4. században keresztény bazilikát is építettek. Az erőd maradványai ma turistalátványosságnak szolgálnak.
1389-ben I. Mircea fejedelem Havasalföldhöz csatolta egész Dobrudzsával együtt. 1420-tól közel öt évszázadon át az Oszmán Birodalom része lett. Az ekkor még kis falu török neve Boğazköy volt. Az oszmán fennhatóság alatt, 1860-ban nyílt meg a Konstanca–Csernavoda vasútvonal.
A román függetlenségi háborút követően, 1877-től Románia része lett. 1878 novembere és 1879 áprilisa között Silistra Nouă megye központja volt. A város I. Károly király hídját 1895-ben építették a Dunán, Anghel Saligny tervei alapján. Ezzel közvetlen vasúti összeköttetés jött létre Konstanca és az ország többi része között.
Mai nevét 1860-ban kapta, a bolgár eredetű černa voda szó jelentése fekete víz (cirill írással черна вода).
1950 és 1953 között a Duna parti város jelentős részét lerombolták a Duna-Fekete-tenger csatorna építése miatt. 1982. december 12-én átadták az új vasúti és közúti hidat.

### Társadalmi problémák
Mint Románia-szerte, Csernavodában is működtek gyermekotthonok szörnyű körülmények közt és a városnak meg kell küzdenie ezzel az örökséggel. Ebben külföldi nem kormányzati szervezetek (NGO) voltak segítségükre. Két brit szervezet meglehetősen sikeres volt ebben a munkában: David Savage M.B.E. The Nightingales Children's Project nevű vállalkozása és a korábban Lorna Jamieson által vezetett Children in Distress vállalkozás. Mindkettő kizárólag a HIV-fertőzött gyermekekkel foglalkozott. Részben a Csernavodából elszármazottak intézményei segítették őket, mint a kanadai Cernavodă International School és a Canadian Campus Charity Committee.
Csernavodának nagy roma népessége van, akik közt a szegénység közepette elterjedt a bűnözés. A Nightingales Children's Project velük is foglalkozik.

## Lakossága
A nemzetiségi megoszlás a következő:
| 2002                        | 2002  | 2002   |
| --------------------------- | ----- | ------ |
| Románok                     | 17841 | 94,32% |
| Törökök                     | 546   | 2,88%  |
| Lipovánok                   | 190   | 1,00%  |
| Romák                       | 186   | 0,98%  |
| Magyarok                    | 36    | 0,19%  |
| Tatárok                     | 35    | 0,18%  |
| Olaszok                     | 20    | 0,10%  |
| Ukránok                     | 5     | 0,02%  |
| Németek                     | 4     | 0,02%  |
| Bolgárok                    | 1     | 0,01%  |
| Görögök                     | 1     | 0,01%  |
| Egyéb vagy nem nyilatkoztak | 50    | 0,26%  |
| Összesen                    | 18915 | 100,0% |

## Gazdasága
A városnak kikötője van a Duna folyón és itt található a Csernavodai Atomerőmű, amelynek CANDU reaktora Románia elektromos energia termelésének 10%-át szolgáltatja. A kanadai Atomic Energy of Canada Limited és az olasz ANSALDO cégek közös vállalata jelenleg egy második erőművi egység építésén dolgozik.
Az 1984-ben megnyitott Duna-Fekete-tenger Csatorna Csernavodától indul és Agigeáig, illetve Năvodarig fut.
Csernavoda környékén sok a borpince, amelyek főleg chardonnay szőlőből állítanak elő bort. A régió legnagyobb pincészete a Murfatlar.

## Látnivalók
- I. Károly király híd – 1895-ben építették, Anghel Saligny tervei alapján.
- Atomerőmű
- Török dzsámi – 1756-ban épült.
- Archeológiai és Történelmi Múzeum
- Axiopolis romjai
- „Sfinții Împărați Constantin și Elena” ortodox templom – 1882 és 1895 között épült, 2001-ben felújították. Bizánci stílusban épült, alapja kereszt alakú, közepén egy hatalmas kupolával.
- Keresztelő Szent János katolikus templom
- „Sfântul Apostol Andrei” ortodox fatemplom – 2000 és 2003 között épült, máramarosi stílusban.
- Román hősök emlékműve – 1924-ben avatták fel, Pietro Delia tervei alapján készült.

## Címere

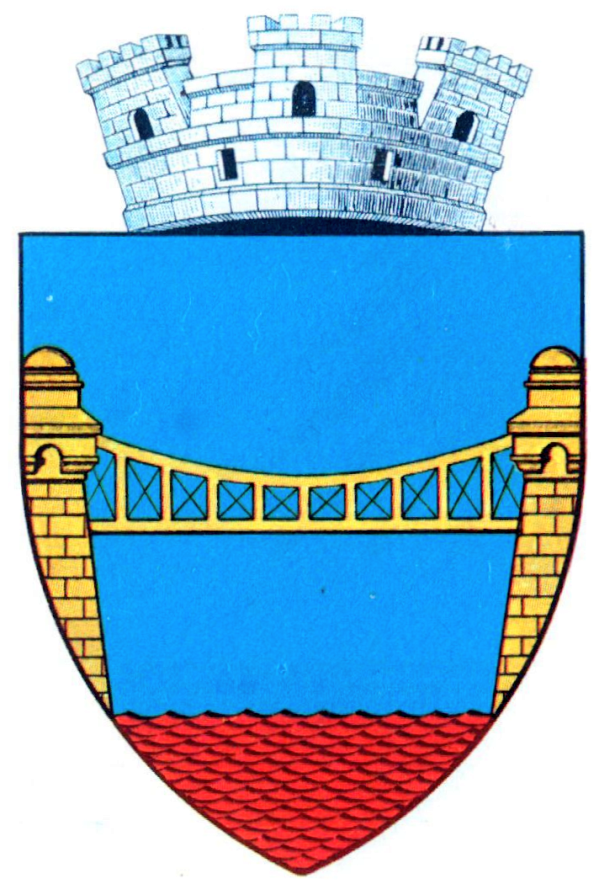
A két világháború között
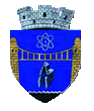
Jelenlegi

## Testvérvárosok
- Saint-Sébastien-sur-Loire, Franciaország[4]
- Krško, Szlovénia[4]